# Kristen Babb-Sprague
Kristen Elizabeth Babb, coniugata Sprague (Walnut Creek, 29 luglio 1968), è una sincronetta statunitense.

## Biografia
Iniziò giovanissima la sua passione per il nuoto sincronizzato, ai Giochi della XXV Olimpiade vinse la medaglia d'oro ma nelle votazioni della seconda classificata Sylvie Fréchette  ci fu un errore del giudice brasiliano Ana Maria da Silveira che avrebbe premuto il pulsante errato (voleva votare con 9.7 e non un 8.7 come invece fece), dopo anni anche lei ottenne la stessa medaglia d'oro senza che fosse tolta a Kristen Babb-Sprague.
Ai campionati mondiali di nuoto 1991 ottenne una medaglia d'argento nel solo con 196,314, meglio di lei la Fréchette. Sposò il giocatore di baseball Ed Sprague. 

## Riconoscimenti
- International Swimming Hall of Fame[4]